# Deanne Rauscher
Deanne Karna Rauscher, född 26 maj 1953, är en svensk socialarbetare, journalist och författare.
Rauscher gav år 2004 ut boken Makten, männen, mörkläggningen: historien om bordellhärvan 1976. Boken fick stor uppmärksamhet då den pekade ut kända svenskar som sexköpare i "Bordellhärvan" eller Geijeraffären.
År 2011 var hon medförfattare till Carl XVI Gustaf – Den motvillige monarken som bland annat redovisar hur kungen agerat på ett sätt som varit riskabelt både för honom och för Sverige. Historikern Dick Harrison kritiserade bokens faktaurval samt att den inte möter de krav på intersubjektiv prövbarhet som krävs för att kunna tas på allvar, och beskrev boken som "ett beklämmande stycke kvällstidningsprosa som lär oss ytterst lite om vår statschef".